# Paul Thek
Paul Thek (* 2. November 1933 in Brooklyn als George Joseph Thek; † 10. August 1988 in New York City) war ein amerikanischer Maler und Objektkünstler.

## Leben
George Joseph Thek wurde als zweites von vier Kindern geboren. Seine Eltern waren deutscher beziehungsweise irischer Abstammung. 1950 studierte Thek an der Art Students League of New York und am Pratt Institute of Arts in Brooklyn, anschließend von 1951 bis 1954 an der Cooper Union School of Arts in New York. 1954 zog er nach Miami und arbeitete in unterschiedlichen Berufen. Hier entstanden die ersten Zeichnungen: Studien in Kohle und Bleistift, gefolgt von abstrakten Aquarellen und monochromen Ölbildern. Seit 1955 nannte er sich Paul Thek. 1957 stellte Thek seine Arbeiten erstmals (in einer Galerie in Miami) aus. Nach seiner Rückkehr nach New York 1959 gehörten zu seinem Freundeskreis neben Peter Hujar und Joe Raffaele die Künstlerinnen Eva Hesse und Ann Wilson sowie Gene Swenson und Susan Sontag. 1959 bis 1962 war er als Textildesigner in den Prince Studios, New York tätig. Von 1962 bis 1964 lebte und arbeitete Thek in Rom, 1964 kehrte er wieder nach New York zurück. 1964 wirkte er in Screen Test von Andy Warhol mit. 1966 entstanden Arbeiten, die durch Abguss seines Körpers und seiner Körperteile entstanden waren. Ab den späten 1960er Jahren erregte er mit seinen prozesshaften und situationsbezogenen Installationen Aufmerksamkeit.
In den 1970er Jahren lebte Thek in Italien, viele Werke entstanden in Zusammenarbeit mit dem Fotografen Peter Hujar. Erst 1976 kehrte er nach New York zurück. Am 10. August 1988 starb der Künstler in New York. Susan Sontag widmet ihr Buch AIDS and its Metaphors (deutscher Titel Aids und seine Metaphern) seinem Andenken.

## Werk
Das spannungsreiche Œuvre Theks kann keinen bestimmten künstlerischen Medien zugeordnet werden: er war Zeichner, Maler, Bildhauer, Installationskünstler und Schöpfer raumgreifender Environments. „Seine Kunstwerke zeigen sich mystisch, religiös und kritisch sozialen Ungerechtigkeiten wie auch der Kunstwelt gegenüber, wobei er mitunter widersprüchlich zwischen nomadisierendem Hippietum und verklärendem Charismatiker pendelt, aber auch nicht selten eine Portion Melancholie und Humor in seine Werke mit hinein spielt.“
Paul Thek stellte unter anderem bei der 4. documenta, 1968, und der documenta 5, 1972, jeweils in Kassel aus.
Zu seinen bekanntesten Werken gehören: The Procession, 1969, (Stedelijk Museum, Amsterdam); Pyramid/A Work in Progress, 1971 (Moderna Museet, Stockholm) und The Tomb-Death of a Hippie, 1967 (Whitney Museum of American Art, New York).
Die weltweit umfangreichste Sammlung von Werken Theks befindet sich im Museum Kolumba, das 2012 einen Bestandskatalog seiner Werke vorgelegt hat.
Werke von Paul Thek verleiht Kolumba nicht nur an andere Museen und Galerien, u. a. für die erste große amerikanische Retrospektive Paul Thek - Diver von Oktober 2010 bis September 2011 in New York (Whitney Museum of American Art), Pittsburgh (Carnegie Museum of Art) und Los Angeles (Hammer-Museum), sondern er ist auch in fast jeder Jahresausstellung vertreten. Zudem stehen seine Werke im Mittelpunkt der sechsten Jahresausstellung im Kolumba Art is Liturgy. Paul Thek und die anderen. vom 15. September 2012 bis zum 15. August 2013 in Köln.

## Ausstellungen
- 1971: Pyramid/A Work in Progress, Moderna Museet, Stockholm
- 1988: Selected Works 1987–1988, Brooke Alexander Gallery, New York
- 1995: Paul Thek. The Wonderful World that Almost Was, Witte de With, Rotterdam; 1996 auch Neue Nationalgalerie, Berlin, Fundació Antoni Tapies, Barcelona und Kunsthalle Zürich
- 1997: Paul Thek in St.Peter, Kolumba, Köln
- 2005: Paul Thek 1973/2005 Exemplarische Präsentation, Kunstmuseum Luzern, Luzern
- 2007: Paul Thek, Werkschau im Kontext zeitgenössischer Kunst, Zentrum für Kunst und Medientechnologie, Karlsruhe; auch 2008 Sammlung Falckenberg, Hamburg; 2009 Museo Reina Sofía, Madrid
- 2010: Gesamtretrospektive im Whitney Museum of American Art, New York City
- 2012: Art is Liturgy. Paul Thek und die anderen, Kolumba (Museum), September 2012 – August 2013, Köln
- 2012/13: Paul Thek in Process, LehmbruckMuseum, Duisburg, April 2012 – Juli 2012; Kunstmuseum Luzern, August 2012 - November 2012; Moderna Museet Stockholm, März 2013

## Werke in öffentlichen Sammlungen
- Stedelijk Museum, Amsterdam
- Museum Folkwang, Essen
- Museum für Moderne Kunst, Frankfurt am Main
- Kolumba, Köln
- Kunstmuseum Luzern, Luzern
- Whitney Museum of American Art, New York
- Lehmbruck-Museum, Duisburg